# Erna Siikavirta
Erna Siikavirta (Espoo, Finska, 8. listopada 1977.), bivša članica finskog sastava Lordi.
Erna Siikavirta je poznatija pod preudonimom Enary. Bila je član Lordija od 1997. do 2005. godine. Otišla je drugom polovicom 2005. godine nakon što su je ostali članovi sastava zamolili da napusti sastav. Također je bila član sastava Children of Bodom. 